# Flanders (equip ciclista)
L'equip Flanders (codi UCI: FLA) va ser un equip ciclista belga, de ciclisme en ruta que va competir entre 2000 i 2007. Les tres últimes temporades va tenir categoria continental.

## Principals resultats
- Tour de Southland: Scott Guyton (2003)
- Volta a Sèrbia: Ivailo Gabrovski (2006)
- Volta a Bulgària: Ivailo Gabrovski (2006)
- Gran Premi Criquielion: Michael Blanchy (2007)
- Gran Premi de la vila de Pérenchies: Peter Ronsse (2007)

### A les grans voltes
- Giro d'Itàlia
  - 0 participacions
- Tour de França
  - 0 participacions
- Volta a Espanya
  - 0 participacions

## Classificacions UCI
Fins al 1998 els equips ciclistes es trobaven classificats dins l'UCI en una única categoria. El 1999 la classificació UCI per equips es dividí entre GSI, GSII i GSIII. D'acord amb aquesta classificació els Grups Esportius I són la primera categoria dels equips ciclistes professionals. La següent classificació estableix la posició de l'equip en finalitzar la temporada.
| Temporada | Classificació per equips | Millor ciclista en la classificació individual |
| --------- | ------------------------ | ---------------------------------------------- |
| 2000      | 43è (GSII)               | Ronny Assez (388è)                             |
| 2001      | 41è (GSII)               | Scott Guyton (719è)                            |
| 2002      | 27è (GSII)               | Bert Scheirlinckx (332è)                       |
| 2003      | 17è (GSII)               | Staf Scheirlinckx (349è)                       |
| 2004      | 34è (GSIII)              | Bert Scheirlinckx (639è)                       |

A partir del 2005, l'equip participa en els Circuits continentals de ciclisme.
UCI Àsia Tour
| Temporada | Classificació per equips | Millor ciclista en la classificació individual |
| --------- | ------------------------ | ---------------------------------------------- |
| 2005      | 38è                      | David Harrigan (182è)                          |

UCI Europa Tour
| Temporada | Classificació per equips | Millor ciclista en la classificació individual |
| --------- | ------------------------ | ---------------------------------------------- |
| 2005      | 104è                     | Kenneth Mercken (793è)                         |
| 2006      | 43è                      | Ivailo Gabrovski (18è)                         |
| 2007      | 84è                      | Michael Blanchy (420è)                         |

UCI Oceania Tour
| Temporada | Classificació per equips | Millor ciclista en la classificació individual |
| --------- | ------------------------ | ---------------------------------------------- |
| 2007      | 11è                      | Justin Leigh Kerr (15è)                        |